# قلب من حجر (فلم)
قلب من حجر (بالإنجليزية: Heart of Stone) هو فيلم تجسس تشويق وإثارة أمريكي لعام 2023 من إخراج توم هاربر وسيناريو جريجوري روكا وأليسون شرودير. من بطولة جال غادوت، وجيمي دورنان، وعلياء بهات، وصوفي أوكونيدو، وماتياس شفايغوفر.

## روابط خارجية
- مقالات تستعمل روابط فنية بلا صلة مع ويكي بيانات